# Беатриче Фиески
Беатрѝче Фиèски (на италиански: Beatrice Fieschi), позната и като Господарката на Бурже (на френски: Dame de Bourget) или Графинята на Бурже/Боргето (* ок. 1225, † юли 1283, замъка на Льо Бурже дю Лак), е графиня на Савоя (1253 – 1259) като втора съпруга на граф Томас II Савойски.

## Произход
Тя е дъщеря на Теодоро/Тедизио III Фиески/Фиеско (1199 – 1248), граф на Лаваня, патриций на Генуа, и неговата съпруга Симона де Волта ди Капо Корсо (1204 – 1248). Синибалдо Фиески от графовете на Лаваня – папа Инокентий IV е неин чичо по бащина линия, а Отобоно Фиески – папа Адриан V е неин брат. Има шест братя и две или три сестри:
- Уго († ок. 1275/76), вероятно съпруг на Бромизан
- Алберто, съпруг на Аджентина
- Николо († ок. 1304/10), съпруг на Леонора
- Федерико († 1303), съпруг на Теодора Спинола
- Отобоно (* ок. 1205, † 1276), папа като Адриан V (1276 г.)
- Перчевале († 1290 или 1301)
- Аниезе, съпруга на Отоне III дел Карето
- Каракоза († 1285), съпруга на Бонифаций Грималди и на Бонифаций дел Карето, маркиз на Карето
- Адалазия († 1273), вероятна сестра или първа братовчеда, господарка на Колини и на Тур дю Пен като съпруга на Албер IV.

## Биография
През 1245/1251 г. или през 1251 г. сл. юни Беатриче се омъжва за господаря на Пиемонт и граф на Мориен Томас II Савойски, син на Томас I Светеца – 8-и граф на Савоя, граф на Аоста и на Мориен, и на съпругата му Беатриса (Маргарита) Женевска. Бракът е потвърден от английския монах бенедиктинец, летописец на английската история Матей Парижки, който пише, че през 1251 г. Томас II се жени за племенницата на папата, след като той, според Бруно Галан, е освободен от папско отлъчване. Матей Парижки също така пише, че Беатрис носи като зестра замъците в Риволи и във Виана и Вал ди Суза. Това е втори брак за Томас II, тъй като от 1244 г. той е вдовец от графинята на Фландрия и Ено Йоана Константинополска, от която няма деца. Бракът е уреден като част от процеса на помирение между брата на Томас – Амадей IV Савойски и папа Инокентий IV след смъртта на император Фридрих II през 1250 г.
Деверът на Беатриче – Савойският граф Амадей IV в своето пето и последно завещание от 1253 г. определя все още непълнолетния си син Бонифаций Савойски за свой наследник под попечителството на съпруга ѝ Томас II. Амадей IV умира през 1253 г. и Бонифаций го наследява едва на 9 години, воден от съветите на Беатриче и под регентството на чичо му Томас. Други двама френски историци – Виктор Флор дьо Сен Жьони и Жан Фрезе също потвърждават, че Бонифаций става граф на Савоя на 9 – 10 г. под регентството на чичо му Томас, който взема името и титлата на Томас II – граф на Савоя.
През 1254 г. Беатриче съставя завещание, в което обявява Абатство „Сан Джусто“ за неин универсален наследник.
Съпругът ѝ Томас II умира през 1259 г. В титлите „граф на Мориен“ и „господар на Пиемонт“ е наследен от най-големия им син Томас с името Томас III Савойски. Племенникът им Бонифаций, оставен да управлява сам, се връща в партията на гибелините при шурея си Манфред – регент на Сицилианското кралство и умира на 18 години през 1263 г.
Към момента на смъртта на съпруга ѝ тримата им синове са държани в затвора в Асти. Намесва се брат ѝ кардинал Отобоно Фиески – бъдещ папа Адриан V, който с генуезски войски и други гвелфи постига освобождаването им.
През 1263 г. Савойският граф Бонифаций е нападнат при портите на Торино от войските на Комуна Асти, които го побеждават и го хвърлят затвора, където умира от раните си. Понеже Бонифаций все още не е женен, той няма наследници и наследството би трябвало да отиде у синовете на Беатриче и Томас II. Сестрите на Бонифаций също отправят претенции, но в крайна сметка братът на Томас II – графът на Ричмънд и Ромон Петър става граф на Савоя под името Петър II Савойски.
През 1264 г. нейната балдъза Беатриса Савойска – графиня консорт на Прованс и на Форкалкьор споменава Беатриче в завещанието си като вдовица на граф Томас II.
Беатриче се оттегля в замъка на Льо Бурже дю Лак – собственост на съпруга ѝ.
През 1273 г. тя е спомената с двете ѝ по-големи деца Томас и Амадей в още едно завещание – това на Аделазия Фиеско, вероятна нейна първа братовчедка като дъщеря на чичо ѝ по бащина линия Опицо Фиески. Аделазия е свързана с Дом Савоя с титлата „Графиня на Бурже“ и ок. септември 1250/март 1251 г. се омъжва за Алберт IV дьо ла Тур дю Пен – господар на Колини и на Тур дю Пен.
През май 1282 г. Беатриче е още жива и се споменава в завещанието на първородния ѝ син Томас, бъдещият господар (синьор) на Савоя Томас III, което е възпроизведено изцяло от френския историк Самюел Гишенон.
Савойският историк Франсоа Мюние казва, че Беатриче (Господарка на Бурже) е починала между 8 и 9 юли 1283 г. в Замъка на Льо Бурже дю Лак и е погребана в Абатство Откомб. Други автори казват, че тя е починала на 15 юли.
Само две години по-късно, през 1285 г., второродният ѝ син Амадей (най-големият ѝ син Томас III умира през 1282 г.) става граф на Савоя, наследявайки чичо си по бащина линия Филип I.

## Брак и потомство
∞ 1245/1251 или 1251 г. сл. юни за Томас II Савойски (* ок. 1999 или ок. 1202, † 7 февруари 1259), господар на Пиемонт (1233 – 1259), регент-граф на Савоя, на Аоста и на Мориен на племенника си Бонифаций Савойски (1253 – 1259), маркграф на Торино и Ивреа, имперски викарий за Северна Италия (1242), принц на Капуа (1252). Имат трима сина и две или три дъщери, от които синовете и една от дъщерите (Елеонора) се споменати в завещанието на леля им Беатриса Савойска:
- Томас Савойски (* август 1248[5][37] или ок. 1252 в Савоя,[6] † 16 май 1282[5] в Сен Жьони сюр Гие[N 4][6]), господар (синьор) на Пиемонт и граф на Мориен (1259 – 1282) с името Томас III Савойски, ∞ май 1274 Гуя (Гая) дьо Шалон (Бургундска-Конте) († 1316), от която има пет сина;
- Амадей Савойски (* 4 септември 1249[5][37] или ок. 1253[6] в Буржè дю Лак (Боргето),[N 2] † 16 октомври 1323 в Авиньон[5][6][37]), 14-и граф на Савоя с името Амадей V Савойски, нар. още Великия (1285 – 1323), ∞ 1. 5 юли 1272 г. в Лион за Сибила дел Балцо/дьо Боже (* 1255, † 27 май/28 февруари 1294) – господарка на Боже,[N 5] Брес и Мирибел, дъщеря и наследница на Вилхелм (Ги) II – граф на Боже[N 5] и Брес, господар на Пон дьо Вел,[N 6] Бур (Bourg) и Мирибел, и на Беатрис Монфератска († 1274), нар. „Дофина на Сан Боне“[38]; имат трима сина и три дъщери 2. април 1297 за Мария Брабантска (* ок. 1278, † сл. 2 ноември 1338) – дъщеря на Ян I Победител, херцог на Брабант и на Лимбург, и съпругата му Маргарита ди Дампиер от графовете на Фландрия; имат четири дъщери;
- Лудвиг Савойски (* 1250[5][37] или ок. 1254,[6] † сл. 10 януари 1302,[5][37] 10 януари/27 април 1303[6] или вероятно 8 януари 1303[6] в Неапол), 1-ви барон на Во с името Лудвиг I Савойски или Луи I дьо Во (1285 – 1302), господар на Мудон,[N 7] на Ромон, на Ру, на Контре, на Сайон,[N 8] на Нион и на Обон[N 9] (1286), ∞ 1. за Аделина дьо Лорен (* пр. 1251, † ок. 1278), от която има една дъщеря, 2. за 1278 Жана дьо Монфор († 1300), от която има четирима сина и осем дъщери;
- Контесона Савойска († сл. 14 януари 1264) – вероятна
- Елеонора Савойска († 24 август или 6 декември 1296), господарка на Шатоньоф, през 1273 г. се отказва от правата си за наследство, ∞ 1270 за Луи I дьо Форе/дьо Божо († 23 август 1295), господар на Домб[N 10] и Божо,[N 11] от когото има шест сина и шест дъщери.[39]
- Алиса Савойска († 1 август 1277).

#### Първични източници
- ((la)) Monumenta Germaniae Historica, Scriptores, tomus XXIII)
- ((la)) Monumenta Germaniae Historica, Scriptores, tomus IX.
- ((la)) Johann Wurstemberger, Peter der Zweite, Graf von Savoyen, Markgraf in Italien
- ((la)) Matthæi Parisiensis, Monachi Sancti Albani, Chronica Majorar, vol. V

#### Историографска литература
- ((it)) Museo scientifico, letterario ed artistico:Beatrice Fieschi, с. 53 – 54
- ((fr)) Histoire de Savoie, d'après les documents originaux,... par Victor ... Flour de Saint-Genis. Tome 1
- ((fr)) Histoire généalogique de la royale maison de Savoie, justifiée par titres, ..par Guichenon, Samuel
- ((fr)) Histoire de la Maison de Savoie
- ((fr)) Preuves de l'Histoire généalogique de la royale maison de Savoie, justifiée par titres, ..par Guichenon, Samuel
- ((fr)) Mémoires et documents publiés par la Société savoisienne, tome XXIX

## Обяснителни бележки
1. ↑  През юли 1243 г. Томас и брат му Амадей IV са принудени от незаконния син на император Фридрих II – Енцо от Сардиния да се присъединят към обсадата на Верчели, който от привърженик на Императора е станал съюзник на Папата. Нападението над града е безуспешно и братята са отлъчени заради него. Когато те пишат на новия папа Инокентий IV, за да обжалват, той удовлетворява искането им и добавя, че Томас ще бъде защитен от отлъчване без папско разрешение. Вж. Cox, Eugene L.. The Eagles of Savoy. Princeton,Princeton University Press, 1975. ISBN 0-691-05216-6, с. 128 – 130
2. 1 2 3  Дн. градче Бурже дю Лак (Bourget-du-Lac) в деп. Савоа, Франция
3. ↑  Дн. градче La Tour-du-Pin в деп. Изер, Франция
4. ↑  Дн. градче Saint-Genix-sur-Guiers в деп. Савоа, Франция
5. 1 2  Дн. село Баже ан Шател (Bâgé-le-Châtel) в деп. Ен, Франция
6. ↑  Пон дьо Вел (Pont-de-Veyle) е село в дн. деп. Ен, Франция
7. ↑  Дн. град Мудон (Moudon), кантон Во, Швейцария.
8. ↑  Сайон (Saillion) е градче в дн. кантон Вале, Швейцария
9. ↑  Обон (Aubonne) е градче в дн. кантон Во, Швейцария
10. ↑  Домб (Dombes) е община в дн. деп. Ен, Франция
11. ↑  Божо (Beaujeu) е градче в дн. деп. Рон, Франция

## Библиографски бележки
1. ↑  François Mugnier, „Les Savoyards en Angleterre au xiiie siècle et Pierre d'Aigueblanche, évêque d'Héreford“, Mémoires et documents publiés par la Société savoisienne d'histoire et d'archéologie, 2esérie, t. 4,‎ 1890, p. 329
2. 1 2  Wurstemberger, Johann. Peter der Zweite, Graf von Savoyen. Т. 4.   Berne, 1858. с. 355.
3. 1 2  Teodoro Fiesco //  Foundation of Medieval Genealogy.   Посетен на 21.5.2020.
4. ↑  Beatrice Fieschi //  Geneanet.   Посетен на 21.5.2020.
5. 1 2 3 4 5 6 7  Ct Tomaso II of Savoy and Piedmont. / //  Genealogy.eu.   Посетен на 21.5.2020.
6. 1 2 3 4 5 6 7 8  Thomas de Savoie //  Foundation of Medieval Genealogy.   Посетен на 21.5.2020.
7. ↑  Guichenon, Samuel. Histoire généalogique de la royale maison de Savoie, justifiée par titres, fondations de monastères, manuscrits, anciens monuments, histoires et autres preuves authentiques. Livres 1 – 2.   p. 255. (на френски)
8. ↑  Monumenta Germaniae historica. Scriptorum. Tomus 23, Chronica aevi suevici.   1925 – 1933. с. 938. (на латински)
9. ↑  Matthæi Parisiensis, monachi Sancti Albani. Chronica majora, vol. V,.   с. 255. (на латински)
10. ↑  Galland, Bruno. Les papes d’Avignon et la Maison de Savoie (1309 – 1409).   1998. (на френски)
11. ↑  ((la))Matthæi Parisiensis, monachi Sancti Albani, Chronica majora, vol. V, с. 255, бел. 3
12. ↑  ((la))Monumenta Germaniae Historica, Scriptores, tomus IX, Genealogica Comitum Flandriæ Bertiniana, Continuatio Leidensis et Divionensis, с. 308
13. ↑  de Belgique, Marie-José. La maison de Savoie: La maison de Savoie: Les origines. Le Comte Vert. Le Comte Rouge. Т. 1. Paris, A. Michel, 1956. с. 40
14. ↑  Wurstemberger, Johann. Peter der Zweite, Graf von Savoyen, Markgraf in Italien, doc. 329.   1858. с. 170 – 171. (на латински)
15. ↑  Guichenon, Samuel. Histoire généalogique de la royale maison de Savoie, justifiée par titres, fondations de monastères, manuscrits, anciens monuments, histoires et autres preuves authentiques. Livres 1 – 2.   1660. p. 277. (на френски)
16. ↑  Flour de Saint-Genis, Victor. Histoire de Savoie, d'après les documents originaux,.... Т. 1.   p. 248. (на френски)
17. ↑  Frézet, Jean. (FR) Histoire de la Maison de Savoie. Т. 1.   p. 205. (на френски)
18. 1 2 3  Victor Flour de Saint-Genis, Histoire de Savoie, с. 248
19. ↑  Histoire de la Maison de Savoie, Volume 1, Pag 205
20. ↑  Wurstemberger, Johann. Peter der Zweite, Graf von Savoyen, Markgraf in Italien, doc. 367.   с. 182. (на латински)
21. ↑  Histoire de la Maison de Savoie, Vol. 1, с. 213
22. ↑  (англ.) #ES Foundation for Medieval Genealogy: COMTES de SAVOIE et de MAURIENNE 1060 – 1417 – THOMAS de Savoie
23. ↑  Jean Frézet, Histoire de la Maison de Savoie, Vol. 1, с. 213 -222
24. ↑  Museo scientifico, letterario ed artistico:Beatrice Fieschi.   с. 53.
25. ↑  Johann Wurstemberger, Peter der Zweite, Graf von Savoyen, Markgraf in Italien, doc. 636, с. 317
26. ↑  На уеб страницата на Foundation of Medieval Genealogy тя е посочена и като евентуална сестра на Беатрис.
27. ↑  Guichenon, Samuel. Histoire généalogique de la royale maison de Savoie, justifiée par titres, fondations de monastères, manuscrits, anciens monuments, histoires et autres preuves authentiques. Livre 4.   с. 100 – 102.
28. ↑  Mugnier, François. Les Savoyards en Angleterre au XIIIe siècle et Pierre d'Aigueblanche, évêque d'Héreford.   p. 329. (на френски)
29. ↑  Claudius Blanchard, Histoire de l'abbaye d'Hautecombe en Savoie avec pièces justificatives inédites, Société savoisienne d'histoire et d'archéologie, Tome 11 (1867), 744 pages; с.127 и 162
30. 1 2  Genealogy.eu. Ct Tomaso II of Savoy and Piedmont //   Посетен на 10.5.2020. (на английски)
31. ↑  ES Foundation for Medieval Genealogy: COMTES de SAVOIE et de MAURIENNE 1060 – 1417 – THOMAS de Savoie
32. ↑  Enciclopedia genealogica del Mediterraneo //   Посетен на 10.5.2020. (на италиански)
33. ↑  Guichonnet, Paul. Histoire de la Savoie.   Privat, 1988. p. 171. (на френски)
34. ↑  Galland, Bruno. Les papes d’Avignon et la Maison de Savoie (1309 – 1409). Т. 247.   Publications de l'École Française de Rome 1998. (на френски)
35. ↑  (англ.) #ES Foundation for Medieval Genealogy: COMTES de SAVOIE et de MAURIENNE 1060 – 1417 – BEATRICE Fieschi (THOMAS de Savoie)
36. ↑  (англ.) Genealogy:Savoy 2 – Beatrice Fieschi (Tommaso II)
37. 1 2 3 4 5  Tommaso III di Savoia //  Enciclopedia genealogica del Mediterraneo.   Посетен на 21.5.2020.
38. ↑  Perroy, Edouard. Les Familles Nobles du Forez au XIIIe Siècle.   p. 729. (на френски)
39. ↑  LOUIS de Forez //  Foundation of Medieval Genealogy.   Посетен на 21.5.2020.

|  | Тази страница частично или изцяло представлява превод на страницата Beatrice Fieschi в Уикипедия на италиански. Оригиналният текст, както и този превод, са защитени от Лиценза „Криейтив Комънс – Признание – Споделяне на споделеното“, а за съдържание, създадено преди юни 2009 година – от Лиценза за свободна документация на ГНУ. Прегледайте историята на редакциите на оригиналната страница, както и на преводната страница, за да видите списъка на съавторите. ВАЖНО: Този шаблон се отнася единствено до авторските права върху съдържанието на статията. Добавянето му не отменя изискването да се посочват конкретни източници на твърденията, които да бъдат благонадеждни. |